# Challans
Challans é uma comuna francesa na região administrativa da Pays de la Loire, no departamento de Vendéia. Estende-se por uma área de 64,84 km². Em 2010 a comuna tinha 21 662 habitantes (densidade: 334,1 hab./km²).